# Naturgy
Naturgy ist ein spanisches Unternehmen im Energiesektor. Die wichtigsten Geschäftsaktivitäten liegen in der Versorgung und Vermarktung von Erdgas und Strom. Naturgy ist an vier spanischen Börsen notiert und ist im Ibex 35 gelistet. Am 6. Oktober 2017 wurde der Firmensitz von Barcelona nach Madrid verlegt.
Das Unternehmen ist ein Lieferant von Flüssiggas im Atlantik- und Mittelmeerraum. Das Unternehmen agiert hauptsächlich in Spanien und Lateinamerika, aber auch in Mittel- und Nordeuropa mit seiner Tochtergesellschaft Gas Natural Europe (Frankreich, Italien, Deutschland, Niederlande, Belgien). 2015 war das Unternehmen in 30 Ländern präsent und belieferte 23 Millionen Kunden. Die Stromkapazität beträgt 15,5 GW.
Der  Präsident ist Isidre Fainé, Generaldirektor ist Rafael Villaseca Marco.

## Geschichte

### Gas Natural
Die Geschichte von Gas Natural geht auf das Jahr 1843 zurück und beginnt mit der Gründung der Catalana de Gas, deren Auftrag es war, die Stadt Barcelona mit Gaslampen zu beleuchten. In den 1960er Jahren begann das Unternehmen mit dem Bau des ersten Atomkraftwerks in Spanien.
Gas Natural wurde 1991 gegründet, nach der Zusammenführung von Catalana de Gas, Gas Madrid und des Gasnetzes von Repsol Butano.

### Unión Fenosa
Unión Fenosa entstand 1982 durch die Fusion von Unión Eléctrica und Fuerzas del Noroeste.

### Gas Natural Fenosa
Im Juli 2008 verkaufte ACS seinen Anteil von 45 % bei Union Fenosa für 7,58 Mrd. Euro an Gas Natural. Der Kauf wurde in zwei Teilen getätigt, zunächst mit einer Übernahme von 10 % und dann 35 %. Da dieser Kauf 30 % der Beteiligung überstieg, war Gas Natural verpflichtet, ein Angebot für das gesamte Unternehmen abzugeben. Der Preis dieses Kaufangebots betrug 16,8 Mrd. Euro. Der Kauf wurde im September 2009 abgewickelt, Gas Natural wurde erneut umbenannt in Gas Natural Fenosa und besaß so eine Stromkapazität von 17.000 MW.
Im Oktober 2014 kaufte Gas Natural Fenosa die chilenische Stromgesellschaft Compania General de Electricidad für 2,6 Mrd. Euro.
Im Juni 2018 wurde der Name des Unternehmens in Naturgy geändert.

## Anteilseigner
| Anteilseigner    | Anteil in % |
| ---------------- | ----------- |
| GIP III Canary 1 | 20          |
| Repsol           | 20          |
| Caixabank        | 24,4        |
| Sonatrach        | 4           |
| sonstige         | 31,6        |

Stand: April 2017